# Zisterzienserinnenabtei Dalheim
Die Zisterzienserinnenabtei Dalheim war von 1258 bis 1802 ein adeliges Stift der Zisterzienserinnen in Dalheim, heute Ortsteil von Dalheim-Rödgen, Stadt Wegberg, Kreis Heinsberg, Bistum Aachen.

## Geschichte
Das 1197 in Ophoven, Kinrooi, für adlige Nonnen gegründete Kloster Hemelsdaal („Himmeltal“)  wurde vor 1258 nach Osten verlegt und bestand unter dem Namen Dalheim („Talheim“) bis 1802. Immediatoberer war das Kloster Kamp. Der Name ist in der heutigen Ortschaft Dalheim erhalten. Das als wundertätig geltende Dalheimer Kreuz befindet sich in der Christoffelkathedraal in Roermond. Das Zisterzienserinnenkloster ist nicht zu verwechseln mit Kloster Dalheim (Lichtenau), Kloster Dalheim (Mainz) und dem Kolleg St. Ludwig bei Dalheim.